# Fabrication cellulaire
La fabrication cellulaire est un processus de fabrication qui est une sous-section de la production juste-à-temps (JAT) et du lean manufacturing englobant la technologie de groupe. L'objectif de la fabrication cellulaire est de se déplacer le plus rapidement possible, de fabriquer une grande variété de produits similaires, tout en produisant le moins de déchets possible. La fabrication cellulaire implique l'utilisation de multiples « cellules » à la manière d'une chaîne de montage. Chacune de ces cellules est composée d'une ou plusieurs machines différentes qui accomplissent une certaine tâche. Le produit se déplace d'une cellule à l'autre, chaque station complétant une partie du processus de fabrication. Souvent, les cellules sont disposées en « U » car cela permet au superviseur de moins se déplacer et d'avoir la capacité de surveiller plus facilement l'ensemble du processus. L'un des plus grands avantages de la fabrication cellulaire est sa grande flexibilité. Étant donné que la plupart des machines sont automatiques, des changements simples peuvent être effectués très rapidement. Cela permet une variété de mises à l'échelle pour un produit, des modifications mineures de la conception globale et, dans des cas extrêmes, un changement complet de la conception globale. Ces changements, bien que fastidieux, peuvent être accomplis extrêmement rapidement et précisément.
Une cellule est créée en regroupant les processus nécessaires pour créer un produit spécifique, comme une pièce ou un ensemble d'instructions. Ces cellules permettent de réduire les étapes superflues dans le processus de création du produit spécifique, facilitent l'identification rapide des problèmes et encouragent la communication des employés au sein de la cellule afin de résoudre rapidement les problèmes qui surviennent. Une fois mise en œuvre, la fabrication cellulaire est réputée pour créer de manière fiable des gains massifs de productivité et de qualité tout en réduisant simultanément la quantité de stocks, l'espace et les délais nécessaires pour créer un produit. C'est pour cette raison que la cellule à flux unitaire est qualifiée d'« ultime production allégée ».

## Histoire
La fabrication cellulaire dérive des principes de la technologie de groupe, proposés par l'industriel américain Ralph Flanders en 1925 et adoptés en Russie par le scientifique Sergueï Mitrofanov en 1933 (dont le livre sur le sujet est traduit en anglais en 1959). Burbidge promeut activement la technologie de groupe dans les années 1970. « Apparemment, les entreprises japonaises commencent à mettre en œuvre la fabrication cellulaire dans les années 1970 », et dans les années 1980, les cellules migrent aux États-Unis en tant qu'élément de la production juste-à-temps (JAT).
L'un des premiers livres en anglais à aborder la fabrication cellulaire, celui de Hall en 1983, désigne une cellule comme une « ligne en U », pour la configuration courante, ou idéale, en forme de U d'une cellule — idéale parce que cette forme regroupe tous les processus et opérateurs de la cellule, offrant une grande visibilité et un contact aisé. En 1990, les cellules sont considérées comme des pratiques fondamentales dans la fabrication JAT, à tel point que Harmon et Peterson, dans leur livre Reinventing the Factory, incluent une section intitulée « Cellule : Usine fondamentale du futur ». La fabrication cellulaire se poursuit dans les années 1990, lorsque le juste-à-temps est rebaptisé production allégée. Enfin, lorsque le JAT/lean devient largement attrayant dans le secteur des services, les concepts cellulaires trouvent leur place dans ce domaine ; par exemple, le dernier chapitre de Hyer et Wemmerlöv est consacré aux cellules de bureau.

## Conception de cellule
Les cellules sont créées dans un lieu de travail pour faciliter le flux. Ceci est accompli en rassemblant les opérations ou les machines ou les personnes impliquées dans une séquence de traitement du flux naturel d'un produit et en les regroupant à proximité les unes des autres, distinctes des autres groupes. Ce regroupement est appelé une cellule. Ces cellules sont utilisées pour améliorer de nombreux facteurs dans un environnement de fabrication en permettant un flux unitaire,. Un exemple de flux unitaire serait la production d'une pièce de boîtier métallique qui arrive à l'usine du fournisseur en pièces séparées, nécessitant un assemblage. Tout d'abord, les pièces seraient déplacées du stockage vers la cellule, où elles seraient soudées ensemble, puis polies, puis revêtues et enfin emballées. Toutes ces étapes seraient complétées dans une seule cellule, de manière à minimiser divers facteurs (appelés processus/étapes sans valeur ajoutée) tels que le temps nécessaire pour transporter les matériaux entre les étapes. Certains formats courants de cellules uniques sont : la forme en U (bonne pour la communication et le mouvement rapide des travailleurs), la ligne droite ou la forme en L. Le nombre de travailleurs à l'intérieur de ces formations dépend de la demande actuelle et peut être modulé pour augmenter ou diminuer la production. Par exemple, si une cellule est normalement occupée par deux travailleurs et que la demande double, quatre travailleurs doivent être placés dans la cellule. De même, si la demande diminue de moitié, un seul travailleur occupera la cellule. Étant donné que les cellules disposent d'une variété d'équipements différents, il est donc nécessaire que tout employé soit qualifié dans plusieurs processus.

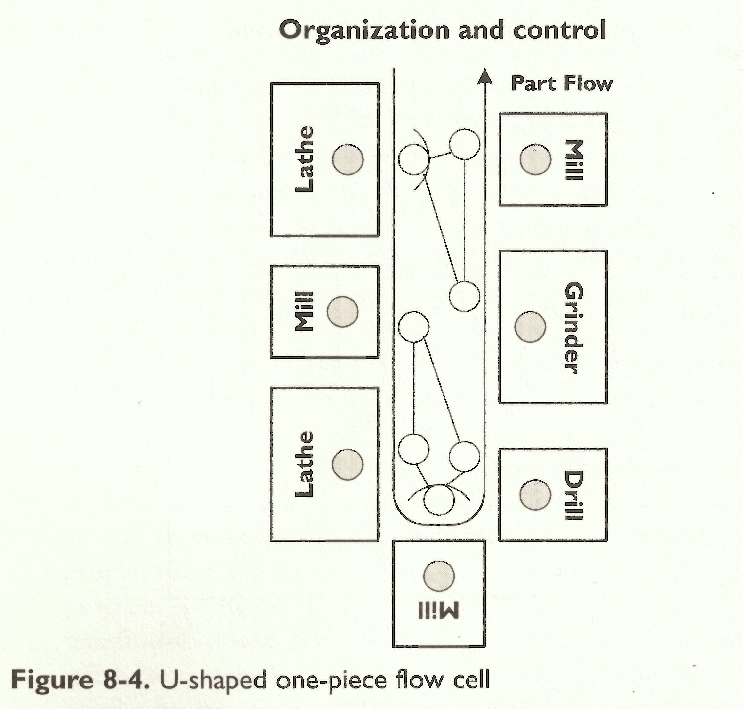
Cette figure de The Toyota Way montre la conception d'une cellule en forme de U, traçant les chemins de deux employés à travers elle.

Bien qu'il existe de nombreux avantages à former des cellules, certains avantages sont évidents. Il est rapidement évident, en observant les cellules, où se situent les inefficacités, par exemple lorsqu'un employé est trop occupé ou relativement inactif. La résolution de ces inefficacités peut augmenter la production et la productivité jusqu'à 100 % et plus dans de nombreux cas. De plus, la formation de cellules libère systématiquement de l'espace au sol dans l'environnement de fabrication/assemblage (en ayant des stocks uniquement là où c'est absolument nécessaire), améliore la sécurité dans l'environnement de travail (en raison de plus petites quantités de produits/stocks manipulées), améliore le moral (en suscitant des sentiments d'accomplissement et de satisfaction chez les employés), réduit le coût des stocks et réduit l'obsolescence des stocks.
Lorsque la formation d'une cellule serait trop difficile, un principe simple est appliqué afin d'améliorer l'efficacité et le flux, c'est-à-dire d'effectuer les processus dans un emplacement spécifique et de rassembler les matériaux à ce point à un rythme dicté par une moyenne de la demande client (ce rythme est appelé le Takt time). Ceci est appelé le processus régulateur.
Malgré les avantages de la conception pour un flux unitaire, la formation d'une cellule doit être soigneusement examinée avant sa mise en œuvre. L'utilisation d'équipements coûteux et complexes qui ont tendance à tomber en panne peut entraîner des retards massifs dans la production et ruinera la production jusqu'à ce qu'ils puissent être remis en service.

« Une cellule est une petite unité organisationnelle... conçue pour exploiter les similitudes dans la façon dont vous traitez l'information, fabriquez des produits et servez les clients. Les cellules de fabrication [rapprochent] les personnes et l'équipement nécessaires au traitement de familles de produits similaires. [Avant la cellularisation, les pièces] pouvaient avoir parcouru des kilomètres pour visiter tout l'équipement et la main-d'œuvre nécessaires à leur fabrication... Après réorganisation, des familles de pièces similaires sont produites ensemble dans les limites physiques de cellules qui abritent la plupart ou la totalité des ressources requises,... facilitant le flux rapide et le traitement efficace des matériaux et de l'information... De plus, les opérateurs de cellule peuvent être polyvalents sur plusieurs machines, participer à la rotation des postes et assumer des responsabilités pour des tâches [qui] appartenaient auparavant aux superviseurs et au personnel de soutien [y compris] des activités telles que la planification et l'ordonnancement, le contrôle de la qualité, le dépannage, la commande de pièces, l'interface avec les clients et les fournisseurs, et la tenue de registres. »

Les courtes distances de déplacement au sein des cellules servent à accélérer les flux. De plus, la compacité d'une cellule minimise l'espace qui pourrait permettre l'accumulation de stocks entre les postes de la cellule. Pour formaliser cet avantage, les cellules ont souvent des règles intégrées ou des dispositifs physiques qui limitent la quantité de stocks entre les postes. Une telle règle est connue, dans le jargon JAT/lean, sous le nom de kanban (du japonais), qui établit un nombre maximum d'unités admissibles entre un poste de travail fournisseur et un poste de travail utilisateur. (Des discussions et des illustrations de cellules en combinaison avec le kanban se trouvent dans) La forme la plus simple, les carrés kanban, sont des zones marquées sur les planchers ou les tables entre les postes de travail. La règle, appliquée au poste de production : « Si tous les carrés sont pleins, arrêtez. Sinon, remplissez-les ».
Une cellule de bureau applique les mêmes idées : des groupes de membres d'équipe cellulaire largement formés qui, de concert, traitent rapidement tout le traitement pour une famille de services ou de clients.
Une cellule virtuelle est une variante dans laquelle toutes les ressources cellulaires ne sont pas réunies dans un espace physique. Dans une cellule virtuelle, comme dans le modèle standard, les membres de l'équipe et leur équipement sont dédiés à une famille de produits ou de services. Bien que les personnes et l'équipement soient physiquement dispersés, comme dans un atelier de fabrication, leur concentration étroite sur les produits vise et atteint un débit rapide, avec tous ses avantages, tout comme si l'équipement était déplacé dans un groupe cellulaire. Faute de la visibilité des cellules physiques, les cellules virtuelles peuvent employer la discipline des règles kanban afin de lier étroitement les flux d'un processus à l'autre.
Une description simple mais assez complète de la mise en œuvre de cellules provient d'une brochure de 96 pages de 1985 de Kone Corp. en Finlande, producteur d'ascenseurs, d'escaliers mécaniques, etc. Extraits ci-dessous :

« La première étape a consisté à créer des cellules dans les départements d'assemblage, d'essais électriques et chimiques. En avril 1984, six cellules, identifiées par des couleurs différentes, ont été créées... Tous les appareils fabriqués dans les cellules sont identifiés par la couleur de la cellule, et tous les retours du contrôle qualité sont dirigés directement vers les travailleurs de la cellule concernée... La deuxième étape, à l'été 1984, a été de « cellulariser » la fabrication des sous-ensembles d'analyseurs [qui sont] nécessaires dans les cellules d'analyseurs, et de les tester si nécessaire. La production des cinq cellules de sous-assemblage consiste exclusivement en certains sous-ensembles d'analyseurs. Les pièces et les matériaux sont situés dans les cellules... Le contrôle des matériaux entre les cellules est basé sur le système à flux tiré et la demande réelle. Dans les cellules d'analyseurs, il y a un tampon composé de deux pièces pour chaque (environ 25 différents) sous-ensemble. Lorsqu'une pièce est prise pour l'assemblage, une nouvelle est commandée à la cellule d'unité correspondante. La commande est faite [en utilisant] un bouton [kanban] magnétique, qui identifie la cellule de commande (par couleur), l'unité (par code), et la date de commande... Lorsque la cellule de fabrication a terminé la commande, l'unité est prise avec le bouton [kanban] à sa place sur l'étagère de la cellule de commande. Les commandes des cellules d'unité aux sous-cellules sont basées sur le même principe. La seule différence est que la taille du tampon est de six sous-unités. Cette [procédure] a été mise en œuvre en août 1984. »

## Processus de mise en œuvre
Afin de mettre en œuvre la fabrication cellulaire, un certain nombre d'étapes doivent être effectuées. Premièrement, les pièces à fabriquer doivent être regroupées par similitude (dans la conception ou les exigences de fabrication) en familles. Ensuite, une analyse systématique de chaque famille doit être effectuée ; généralement sous la forme d'une analyse des flux de production (AFP) pour les familles de fabrication, ou dans l'examen des données de conception/produit pour les familles de conception. Cette analyse peut prendre du temps et être coûteuse, mais elle est importante car une cellule doit être créée pour chaque famille de pièces. Le regroupement de machines et de pièces est l'une des méthodes d'analyse des flux de production les plus populaires. Les algorithmes de regroupement de pièces de machines comprennent le Rank Order Clustering, le Modified Rank Order Clustering et les coefficients de similarité.
Il existe également un certain nombre de modèles mathématiques et d'algorithmes pour aider à la planification d'un centre de fabrication cellulaire, qui tiennent compte d'une variété de variables importantes telles que « les emplacements multiples des usines, les allocations multi-marchés avec la planification de la production et divers mélanges de pièces ». Une fois ces variables déterminées avec un niveau d'incertitude donné, des optimisations peuvent être effectuées pour minimiser des facteurs tels que « le coût total de détention, la manutention intercellulaire des matériaux, le transport externe, le coût fixe de production de chaque pièce dans chaque usine, les salaires des machines et de la main-d'œuvre ».

## Difficultés à créer du flux
La clé pour créer du flux est l'amélioration continue des processus de production. Lors de la mise en œuvre de la fabrication cellulaire, la direction « rencontre souvent une forte résistance de la part des travailleurs de la production ». Il sera bénéfique de laisser le changement vers la fabrication cellulaire se faire progressivement.
Il est également difficile de lutter contre le désir d'avoir des stocks sous la main. C'est tentant, car il serait plus facile de se remettre d'un congé maladie soudain d'un employé. Malheureusement, dans la fabrication cellulaire, il est important de se souvenir des principes fondamentaux : « Vous coulez ou nagez ensemble en tant qu'unité » et que « Les stocks cachent les problèmes et les inefficacités ». Si les problèmes ne sont pas identifiés et résolus par la suite, le processus ne s'améliorera pas.
Un autre ensemble courant de problèmes découle de la nécessité de transférer des matériaux entre les opérations. Ces problèmes comprennent « les éléments exceptionnels, le nombre de vides, les distances entre les machines, les machines et les pièces goulots d'étranglement, l'emplacement et la relocalisation des machines, le routage des pièces, la variation de la charge des cellules, le transfert de matériaux inter et intracellulaire, la reconfiguration des cellules, les demandes dynamiques de pièces et les temps d'opération et d'achèvement ». Ces difficultés doivent être prises en compte et traitées pour créer un flux efficace dans la fabrication cellulaire.

## Avantages et coûts
La fabrication cellulaire rassemble des processus dispersés pour former des chemins courts et ciblés dans un espace physique concentré. Ainsi construite, par logique, une cellule réduit le temps de flux, la distance de flux, l'espace au sol, les stocks, la manutention, les transactions de planification, ainsi que les rebuts et les retouches (ces derniers en raison de la découverte rapide des non-conformités). De plus, les cellules conduisent à une comptabilité analytique simplifiée et plus valide, car les coûts de production des articles sont contenus dans la cellule plutôt que dispersés dans la distance et le temps de reporting,.
La fabrication cellulaire facilite à la fois la production et le contrôle qualité. Les cellules qui sous-performent en volume ou en qualité peuvent être facilement isolées et ciblées pour amélioration. La segmentation du processus de production permet de localiser facilement les problèmes et il est plus clair quelles pièces sont affectées par le problème.
Il existe également un certain nombre d'avantages pour les employés travaillant dans la fabrication cellulaire. La petite structure cellulaire améliore la cohésion de groupe et ramène le processus de fabrication à un niveau plus gérable pour les travailleurs. Les travailleurs peuvent plus easily voir les problèmes ou les améliorations possibles au sein de leurs propres cellules et ont tendance à être plus motivés pour proposer des changements. De plus, ces améliorations initiées par les travailleurs eux-mêmes réduisent de plus en plus le besoin de gestion, de sorte qu'au fil du temps, les frais généraux peuvent être réduits. En outre, les travailleurs peuvent souvent effectuer une rotation entre les tâches au sein de leur cellule, ce qui offre une variété dans leur travail. Cela peut encore accroître l'efficacité car la monotonie du travail est liée à l'absentéisme et à une qualité de production réduite.
Les études de cas sur le juste-à-temps et la production allégée regorgent de mesures quantitatives impressionnantes dans ce sens. Par exemple, BAE Systems, Platform Solutions (Fort Wayne, Ind.), produisant des moniteurs et des commandes de moteurs d'avion, a mis en œuvre des cellules pour 80 % de la production, réduisant les délais de livraison aux clients de 90 %, les stocks de travaux en cours de 70 %, l'espace pour une famille de produits de 6 000 pieds carrés à 1 200 pieds carrés, tout en augmentant la fiabilité des produits de 300 %, en polyformant la main-d'œuvre syndiquée, et en étant désignée Meilleure Usine Industry Week pour l'année 2000. Cinq ans plus tard, les retouches et les rebuts avaient été réduits de 50 %, les cycles d'introduction de nouveaux produits de 60 % et les transactions de 90 %, tout en augmentant également les rotations de stocks par trois et les délais de service de 30 %, et en recevant un Prix Shingo pour l'année 2005.
Il semble difficile d'isoler dans quelle mesure ces avantages proviennent de l'organisation cellulaire elle-même ; parmi les nombreuses études de cas étudiées pour cet article, peu incluent des tentatives d'isoler les avantages. Une exception est l'affirmation, chez Steward, Inc. (Chattanooga, Tenn.), produisant des pièces en ferrite de nickel-zinc pour la suppression des interférences électromagnétiques. Selon les auteurs de l'étude de cas, les cellules ont entraîné des réductions du temps de cycle de 14 à 2 jours, des stocks de travaux en cours de 80 %, des stocks de produits finis de 60 %, des retards de 96 % et de l'espace de 56 %.
Une autre étude de cas cellulaire comprend des estimations quantitatives de la mesure dans laquelle les cellules ont contribué aux avantages globaux. Chez Hughes Ground Systems Group (Fullerton, Californie), produisant des cartes de circuits imprimés pour du matériel de défense, la première cellule, qui a commencé comme un projet pilote avec 15 volontaires, a été lancée en 1987. Un mois plus tard, une deuxième cellule a démarré, et en 1992, tous les employés de production, au nombre d'environ 150, avaient été intégrés dans sept cellules. Avant les cellules, le temps de cycle des cartes de circuits imprimés, de la sortie du kit à l'expédition au client, était de 38 semaines. Après que les cellules eurent pris en charge la séquence de production complète (assemblage mécanique, brasage à la vague, cycle thermique et revêtement conforme), le temps de cycle était tombé à 30,5 semaines, dont le directeur de production John Reiss attribuait 20 semaines à l'utilisation d'un « système de tableau des travaux en cours » par les équipes cellulaires et les 10,5 autres semaines à l'organisation cellulaire elle-même. Plus tard, lorsqu'il semblait que les cellules étaient trop grandes et encombrantes, la taille des cellules a été réduite des deux tiers, ce qui a donné des « micro-cellules » qui ont réduit le temps de cycle de 1,5 semaine supplémentaire. Finalement, en adoptant certaines autres améliorations, les temps de cycle avaient diminué à quatre semaines. D'autres améliorations comprenaient la réduction des stocks de travaux en cours de 6 ou 7 jours à un jour et du pourcentage de défauts de 0,04 à 0,01. Le passage d'une implantation fonctionnelle (atelier) à des cellules a souvent un coût net négatif, dans la mesure où la cellule réduit les coûts de transport, les stocks de travaux en cours et de produits finis, les transactions et les retouches. Cependant, lorsque de gros équipements lourds et coûteux (parfois appelés « monuments » dans le jargon lean) doivent être déplacés, les coûts initiaux peuvent être élevés au point où les cellules ne sont pas réalisables.
Il existe un certain nombre de limitations possibles à la mise en œuvre de la fabrication cellulaire. Certains soutiennent que la fabrication cellulaire peut entraîner une diminution de la flexibilité de la production. Les cellules sont généralement conçues pour maintenir un volume de flux spécifique de pièces produites. Si la demande ou la quantité nécessaire diminue, les cellules peuvent devoir être réalignées pour correspondre aux nouvelles exigences, ce qui est une opération coûteuse et généralement pas requise dans d'autres configurations de fabrication.

## Lectures complémentaires
- Anbumalar, V.; Raja Chandra Sekar, M (December 2015). "METHODS FOR SOLVING CELL FORMATION, STATIC LAYOUT AND DYNAMIC LAYOUT CELLULAR MANUFACTURING SYSTEM PROBLEMS: A REVIEW" (PDF). Asian Journal of Science and Technology.
- Black, J. T. (1991). The Design of the Factory with a Future, New York, NY: McGraw-Hill, Inc., 1991.
- Black, J. T. (2000). 'Lean Manufacturing Implementation', in Paul M. Swamidass (ed.), Innovations in competitive manufacturing, Boston, Mass.; London: Kluwer Academic, 177–86.
- Burbidge, J.L. (1978), The Principles of Production Control, MacDonald and Evans, England,  (ISBN 0-7121-1676-1).
- Brandon, John. (1996). Cellular Manufacturing: Integrating Technology and Management, Somerset, England: Research Studies Press LTD.
- Feld, William M., (2001). Lean Manufacturing: tools, techniques, and how to use them, Boca Raton, FL; Alexandria, VA: St. Lucie Press; Apics.
- Hyer, N.; Brown, K.A. 2003. Work cells with staying power: lessons for process-complete operations. California Management Review 46/1 (Fall): 37–52.
- Nancy Hyer et Urban Wemmerlöv, Reorganizing the Factory: Competing Through Cellular Manufacturing (Comprehensive, Life-Cycle Approach to Implementing Cells in), 2002.
- Houshyar, A. Nouri; Leman, Z; Pakzad Moghadam, H; Sulaiman, R (August 2014). "Review on Cellular Manufacturing System and its Components". International Journal of Engineering and Advanced Technology (IJEAT).
- İşlier, Attila (2015-01-01). "Cellular Manufacturing Systems: Organization, Trends And Innovative Methods". Alphanumeric Journal 3 (2). ISSN 2148-2225
- Irani, Shahrukh. (1999). Handbook of Cellular Manufacturing Systems, New York, NY: John Wiley & Sons, Inc., 1999.
- Kannan, V.R. 1996. A virtual cellular manufacturing approach to batch production. Decision Sciences. 27 (3), 519–539.
- McLean, C.R., H.M. Bloom, and T.H. Hopp. 1982. The virtual manufacturing cell. Proceedings of the Fourth IFAC/IFIP Conference on Information Control Problems in Manufacturing Technology. Gaithersburg, Md. (October).
- Singh, Nanua and Divakar Rajamani. (1996). Cellular Manufacturing Systems Design, Planning and Control, London, UK: Chapman & Hall.
- Schonberger, R.J. 2004. Make work cells work for you. Quality Progress 3/74 (April 2004): 58–63.
- Swamdimass, Paul M. and Darlow, Neil R. (2000). 'Manufacturing Strategy', in Paul M. Swamidass (ed.), Innovations in competitive manufacturing, Boston, Mass.; London: Kluwer Academic, 17–24.